# Diapir

Các nếp trồi (diapir) đang dâng lên trong ranh giới mảng hút chìm.

Nếp trồi, điapia hay nếp uốn điapia là thuật ngữ tiếng Việt để chỉ diapir trong tiếng Anh (/ˈdaɪ.əpɪər/; từ tiếng Pháp, xa hơn nữa là từ tiếng Hy Lạp diapeirein nghĩa là xuyên qua) là một kiểu xâm nhập địa chất, trong đó một loại vật liệu linh động hơn và biến dạng dẻo hơn bị ép xuyên qua các lớp đá phía trên giòn hơn. Tùy thuộc vào môi trường kiến tạo, các nếp trồi có thể dao động từ các cấu trúc kiểu bất ổn định Rayleigh-Taylor hình nấm lý tưởng trong vùng có ứng suất kiến tạo thấp như trong vịnh Mexico đến các thể tường hẹp của vật liệu di chuyển dọc theo các đứt gãy do kiến tạo gây ra trong lớp đá xung quanh. Thuật ngữ diapir được nhà địa chất người Romania là Ludovic Mrazek giới thiệu năm 1907, ông cũng người đầu tiên hiểu được nguyên lý của kiến tạo muối và biến dạng dẻo. Thuật ngữ "nếp trồi" có thể được áp dụng cho các cấu trúc hỏa sinh, nhưng nó thường được áp dụng cho các vật liệu phi hỏa sinh và tương đối lạnh, như vòm muối và các nếp trồi bùn. 

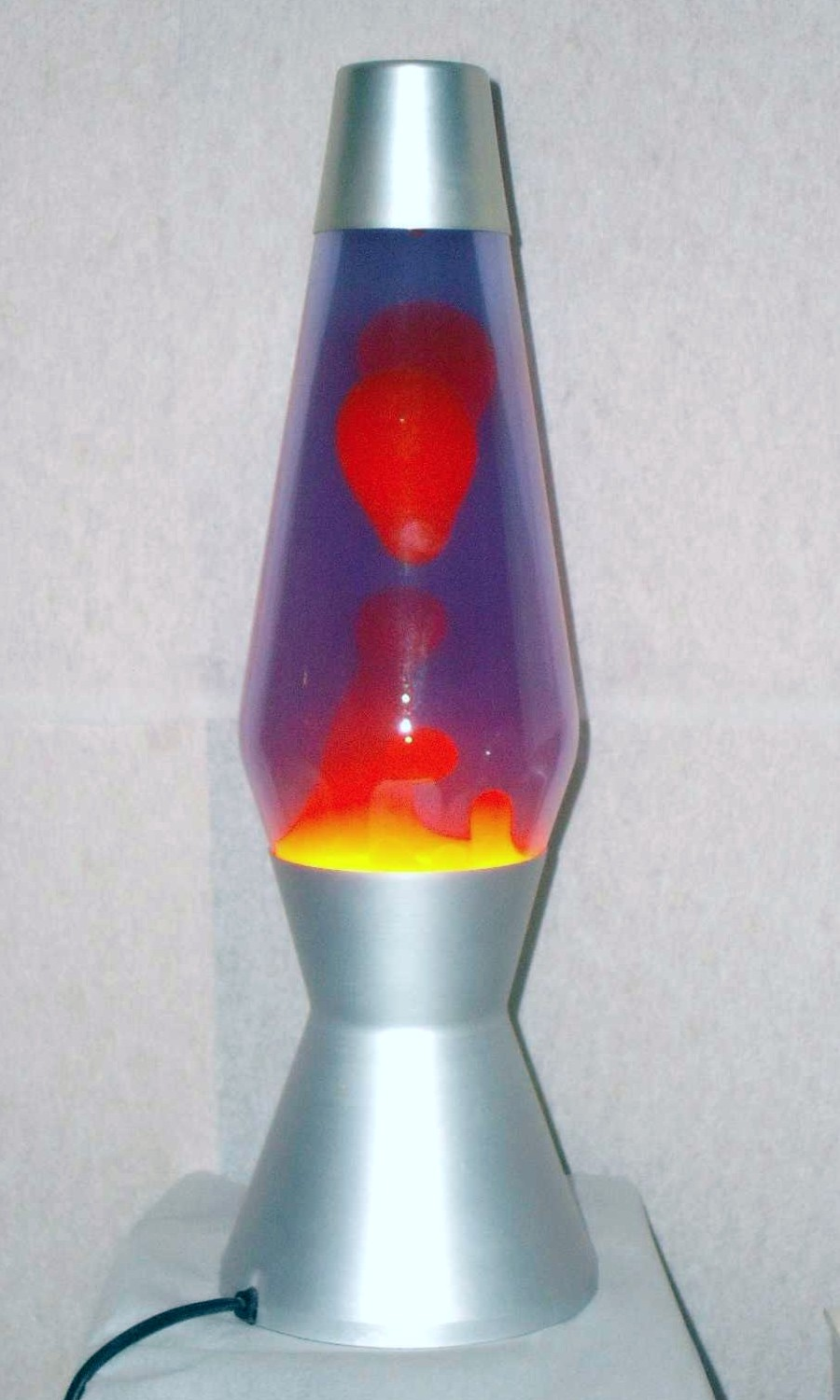
Một chiếc đèn dung nham minh họa hình thành nếp trồi kiểu bất ổn định Rayleigh-Taylor, trong đó các ứng suất kiến tạo là thấp.

Ngoài các quan sát trên Trái Đất, hình thành nếp trồi được cho là có xảy ra trên vệ tinh Triton của sao Hải Vương, vệ tinh Europa của sao Mộc, vệ tinh Enceladus của sao Thổ và vệ tinh Miranda của sao Thiên Vương.
Các nếp trồi thường xâm nhập theo chiều dọc lên phía trên dọc theo các đứt gãy hoặc các vùng có độ yếu cấu trúc xuyên qua các lớp đá nằm trên nặng hơn do sự tương phản khối lượng riêng giữa một khối đá nằm sâu hơn và nhẹ hơn với các lớp đá nặng hơn nằm trên. Sự tương phản khối lượng riêng biểu hiện như là sức nổi. Quá trình này được gọi là hình thành nếp trồi. Các cấu trúc được sinh ra cũng được gọi là cấu trúc xuyên qua.
Trong quá trình, các đoạn của tầng hiện hữu có thể bị ngắt rời và đẩy lên trên. Trong khi di chuyển lên cao hơn, chúng giữ lại phần lớn các thuộc tính ban đầu của chúng như áp suất, có thể khác biệt đáng kể so với các tầng nông hơn mà chúng bị đẩy vào. Những chiếc "phao" quá áp như vậy có rủi ro đáng kể khi cố gắng khoan xuyên qua chúng. Điều này tương tự như nhiệt kế Galileo.
Các loại đá như trầm tích muối evaporit và bùn chứa khí là nguồn tiềm năng của nếp trồi. Các nếp trồi cũng hình thành trong lớp phủ của Trái Đất khi một khối đủ lớn magma nóng và ít đậm đặc tập hợp. Sự hình thành nếp trồi trong lớp phủ được cho là có liên quan đến sự phát triển của các tỉnh đá hỏa sinh lớn và một số chùm lớp phủ.

Magma giàu chất dễ bay hơi, nóng và dễ nổ hoặc các phun trào núi lửa thường được gọi chung là diatreme. Các diatreme thường không gắn với nếp trồi, vì chúng là các magma khối lượng nhỏ do các chùm chất dễ bay hơi dâng lên, chứ không phải do tương phản khối lượng riêng  với lớp phủ xung quanh.

## Tầm quan trọng kinh tế của nếp trồi

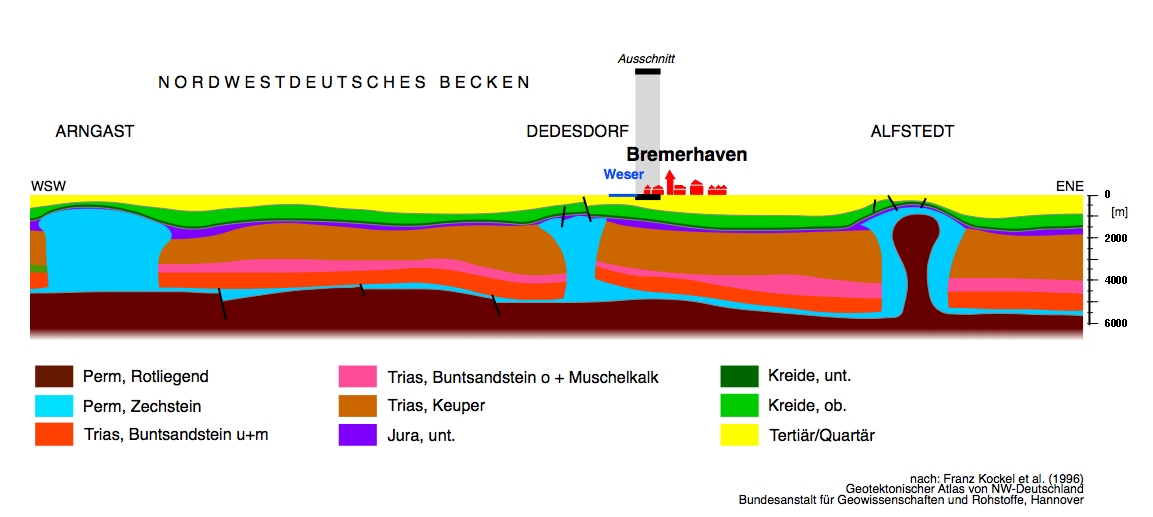
Mặt cắt địa chất qua bồn địa Tây Bắc của Đức (Ostfriesland-Nordheide). Các vòm muối đã thâm nhập vào các lớp trẻ hơn và di chuyển tới gần bề mặt. Đôi khi chúng tạo thành các túi nơi dầu mỏ và khí tự nhiên có thể thu thập. Các vòm muối đã khai thác cũng được sử dụng làm nơi lưu trữ dưới lòng đất.

Các nếp trồi hay cấu trúc xuyên qua là các cấu trúc do sự xâm nhập của vật liệu phủ sinh ra. Bằng cách đẩy lên trên và xuyên qua các lớp đá nằm trên, các nếp trồi có thể tạo thành các nếp lồi, vòm muối và các cấu trúc khác có khả năng bẫy dầu mỏ và khí tự nhiên. Bản thân các xâm nhập hỏa sinh thường quá nóng để cho phép duy trì hydrocarbon có từ trước.